# Слудка (Удмуртия)
Слу́дка — деревня в Вавожском районе Удмуртии, входит в муниципальное образование «Волипельгинское».

## Население
| 2010 | 2012 |
| ---- | ---- |
| 37   | ↘34  |

## Инфраструктура
Улицы — Верхняя и Колтома